# Вотре, Виктор
Виктор Вотре (фр. Victor Vautré; 1770—1849) — французский военный деятель, лагерный маршал (1816 год), шевалье (1810 год), барон (1816 год), участник революционных и наполеоновских войн.

## Биография
Родился в семье прокурора и нотариуса Клода Вотре (фр. Claude Joseph Vautré; 1729—1796) и его супруги Анны Падокс (фр. Anne Françoise Padox; ок.1733—1810). Его младший брат Александр (фр. Claire François Alexandre Vautré; 1779—1829), также военный, дослужился до командира батальона 27-го линейного и погиб в ходе Греческой войны за независимость.
Виктор Вотре начал военную службу 1 августа 1791 года в конституционной гвардии Людовика XVI. 29 мая 1792 года гвардия была распущена. Принимал участие в обороне Тюильри 10 августа 1792 года. Не имея возможности бежать из Парижа, был арестован 13-го числа, доставлен в ратушу, допрошен Реалем и Сержаном, и оттуда отправлен в тюрьму. Принцесса де Ламбаль занимала камеру над ним. Спасаясь от резни 2 сентября, он был вынужден принести клятву верности нации на куче трупов в конце тюремной улицы. 8 сентября 1792 года был зачислен в 7-й батальон волонтёров Парижа и избран лейтенантом, а уже 1 октября стал капитаном. В этом качестве сражался в Северной, а затем в Арденнской армиях, и провёл кампании в Шампани и Бельгии. Отвечал за сопровождение значительного конвоя из Витри-ле-Франсуа в Сен-Мену. Главнокомандующий Келлерман похвалил его за то, как он выполнил эту миссию. В составе 7-го батальона участвовал в осаде Намюра, в сражении при Вивье-л'Аньо в ноябре, в котором был взят в плен австрийский генерал Лузиньян; при осаде Маастрихта в конце февраля и первых числах марта 1793 года; в сражении при Неервинде. После поражения в этом сражении он был зачислен в полк Руэрга и ему были приданы три роты для действий в арьергарде дивизии Левенёра, в состав которой входила эта бригада. Он присутствовал во всех боях, которые происходили под Валансьеном, особенно в бою 8 мая, в котором был убит генерал-главнокомандующий Дампьер. Бригада Руэрга была отправлена в Кенуа и участвовала в обороне этой крепости. Капитан Вотре был ранен пушечным ядром при отбивании поста Рампонно у австрийцев и 13 сентября попал в плен при сдаче крепости. Вернулся во Францию только в ноябре 1795 года.
20 февраля 1796 года его батальон влился в состав 41-й полубригады линейной пехоты. В мае 1796 года стал адъютантом дивизионного генерала Везю. В ноябре 1796 года зачислен в штаб генерала Вилло в Марселе. 4 сентября 1797 года вместе с генералом Вилло присутствовал в Париже во время переворот 18 фрюктидора. В конце 1799 года переведён в штаб Итальянской армии. 24 сентября 1801 был произведён Мюратом, главкомом Итальянской армии, в командиры батальона. 17 декабря 1803 года стал первым адъютантом генерала Шарпантье, который был начальником штаба Итальянской армии. 20 августа 1805 года был переведён в 9-й полк лёгкой пехоты, а 5 октября — в 18-й полк линейной пехоты. Под началом полковника Равье принимал участие в кампаниях 1805-07 годов в составе дивизии Леграна. Отличился при Аустерлице и Эйлау. 10 июня при Гейльсберге под нима была убита лошадь, а сам Вотре получил два пулевых ранения. В полночь он получил приказ пойти и захватить лес, который был занят русскими и откуда они обходили левый фланг армии. Виктор немедленно выполнил задание, и преследовал противника. На рассвете батальон Вотре, уменьшившийся до 250 человек, оторвался от армии и оказался в присутствии русской дивизии численностью более 8000 человек. Виктору удалось пересечь вражеские посты и присоединиться к своему полку. 14 июня участвовал во взятии Кёнигсберга. На большом смотре 4-го орпуса, в который входил 18-й полк, маршал Сульт представил Вотре Наполеону, высоко оценив его заслуги. В ходе смотра Виктору было присвоено звание майора 18-го полка.
29 января 1808 года был переведён в 84-й полк линейной пехоты. В награду за заслуги, оказанные им в последних трёх кампаниях, ему были вручены 2000 франков с Вестфалии, по указу от 29 января 1809 года. Кампанию 1809 года он начал во главе двух батальонов 84-го полка. 7 мая принц Эжен, командовавший Итальянской армией, сформировал авангард под началом генерала Дессе. Майор Вотре получил командование полком из 24 рот вольтижёров. Он отличился 8 мая в битве при Пьяве, где только вольтижёры отвечали за защиту прохода всей армии. В этом бою он потерял много людей, а в его каре были ранены два командира батальона. Его действия были отмечены в Бюллетене армии. 11 мая в сражении при Сен-Даниэле майор Вотре во главе батальона итальянских вольтижёров обошёл город, захватил дорогу и отрезал этим смелым манёвром отступление полков, составлявших арьергард австрийцев. 15 мая, имея всего 300 вольтижёров при поддержке двух батальонов 23-го полка легкой пехоты, он на полной скорости, без единого выстрела, взял горы Мальборгетта, обороняемые более чем 2000 человек, обошёл форт и открыл путь для армии, которая на следующий день взяла его штурмом. Этот прилив сил во многом повлиял на успех последующих операций кампании. Он отличился в битве при Тарвисе 16-го числа и при взятии редутов 17-го числа. Генерал Дессе с почтением цитировал его во всех своих отчётах. При роспуске авангарда 20 мая принц Эжен оставил ему командование Юденбургским округом, поручив ему поддерживать связь между Италией и армией. 7 июля 1809 года он был ранен двумя выстрелами, когда подавлял мятежи тирольцев. Попросил разрешение перейти на службу Неаполитанского королевства. Однако, Наполеон отказался это сделать и указом от 17 августа 1809 года произвёл его в полковники и поставил во главе 9-го линейного полка.
13 сентября 1810 года в Комо женился на итальянской графине Франческе Джовио (итал. Francesca Giovio; 1789—1874), от которой имел пять детей.
В составе 14-й пехотной дивизии принимал участие в Русской кампании 1812 года. 27 июля отличился в сражении под Витебском. В ходе боя Вотре потерял лошадь, убитую под ним, пока готовился захватить деревню, из которой изгнал русских, в то время как его первые две роты вольтижёров отбили на другом пункте атаку гвардейских казаков. Действия 9-го полка цитировались в Бюллетене Великой Армии. Богарне, командир полковника Вотре, попросил для него звание бригадного генерала. Он также блестяще сражался в битве под Москвой 7 сентября 1812 года. Принц Эжен захватил Большой редут, сдерживавший французскую армию; русские оставили там 17 пушек большого калибра, а оборонявший его генерал-лейтенант вместе со своими адъютантами был взят в плен вольтижёрами из 3-го батальона. Раненный пулей в голову, войдя в редут, полковник Вотре тем не менее продолжил свой марш, отбросив остатки этой русской дивизии на 500 шагов дальше, до их второй линии; там ядро сбило его с лошади, а картечь пробила ему правое плечо. На следующий день принц Эжен похвалил его за прекрасное поведение и присвоил ему звание бригадного генерала. Хотя он ещё не исцелился от ран, он возобновил командование своим полком и 8 декабря 1812 года был взят в плен при переправе через Березину.
12 сентября 1814 года, по возвращении во Францию, вновь возглавил свой полк, который теперь стал полком Бурбонов. Во время мартовских событий 1815 года полковник Вотре находился на Корсике; он приложил там величайшую энергию для поддержания королевской власти и сохранил белый флаг до 19 апреля. Высадившись в Тулоне 21 мая, Вотре был уволен из армии, и в тот же день арестован генерал-лейтенантом, командовавшим округом, и отправлен под конвоем жандармерии в застенки гренобльской цитадели. Был отпущен только тогда, когда в июле к этому месту подошли союзники. 11 октября 1815 года он был назначен полковником Изерского легиона. В ночь с 4 на 5 мая 1816 года значительное количество расформированных солдат и восставших крестьян, спустились с гор департамента Изер, с целью застать врасплох Гренобль. Полковник Вотре во главе своих людей встретил первую колонну. Выдержав артиллерийский обстрел, в результате которого были ранены два офицера и десять солдат, он атаковал его в штыки. Продолжая движение, он на полном ходу атаковал две другие колонны, каждая численностью от 300 до 400 человек, убил и ранил немалое число и взял около сорока пленных; он продолжал свой марш среди повстанцев до Ла-Мюра, в десяти лье от Гренобля, который был центром восстания. После этого со своими людьми осуществил разоружение окрестностей, восстановил спокойствие и вернулся в Гренобль, где получил благодарность города и целой провинции, назвавшего его своим освободителем. Его бесстрашие только что спасло юг Франции от гражданской войны. Генеральный совет департамента наградил его золотой шпагой, а король в весьма лестных выражениях уполномочил его принять её. Его Величество, чтобы наградить его, пожаловало ему титул барона приказом от 12 мая 1816 года. 17 июля 1816 года он был произведён в чин лагерного маршала и назначен командующим департаментом Аверон. Барон Вотре последовательно командовал департаментами Аверон, Эн, Морбиан и Иль и Вилен. Назначенный в 1819 году генеральным инспектором пехоты, он с этого времени постоянно работал в инспекциях и был одним из восьми генералов, ответственных за последующую организацию пехоты армии. В 1832 году вышел в отставку и умер 16 мая 1849 года в Париже.
Виктор Вотре считался сильнейшим игроком в вист (предок карточной игры в бридж) своего времени. Он также является автором трактата 1839 года под названием «Неизвестный до сих пор гений виста, хотя он играл с какой-то яростью по всей Европе, с его объяснениями и принципами, которые наверняка приведут к победе» (фр. Génie du whist méconnu jusqu'à présent, quoique joué avec une espèce de fureur par toute l'Europe, avec ses explications et des maximes certaines pour gagner).

## Воинские звания
- Солдат (1 августа 1791 года);
- Лейтенант (8 сентября 1792 года);
- Капитан (1 октября 1792 года);
- Командир батальона (24 сентября 1801 года);
- Майор (12 июля 1807 года);
- Полковник (17 августа 1809 года);
- Лагерный маршал (17 июля 1816 года).

## Титулы
- Шевалье Вотре и Империи (фр. chevalier Vautré et de l'Empire; декрет от 15 августа 1809 года, патент подтверждён 19 сентября 1810 года в Сен-Клу)[3][4];
- Барон Вотре (фр. baron Vautré; 12 мая 1816 года).

## Награды
Легионер ордена Почётного легиона (14 июня 1804 года)
 Офицер ордена Почётного легиона (22 августа 1812 года)
 Командор ордена Железной короны (16 октября 1812 года)
 Кавалер военного ордена Святого Людовика (5 октября 1814 года)
 Командор ордена Почётного легиона (1 мая 1821 года)